# Homaromyces epieri
Homaromyces epieri är en svampart som beskrevs av R.K. Benj. 1955. Homaromyces epieri ingår i släktet Homaromyces och familjen Laboulbeniaceae.   Inga underarter finns listade i Catalogue of Life.